# NGC 391
NGC 391 là một thiên hà dạng hạt đậu nằm trong chòm sao Kình Ngư. Nó được phát hiện vào ngày 8 tháng 1 năm 1853 bởi George Bond. Nó được Dreyer mô tả là "mờ nhạt, nhỏ bé, lốm đốm nhưng không được giải quyết (Auwers 9)." 